# Der fünfte Bruder, der mit den abgeschnittenen Ohren

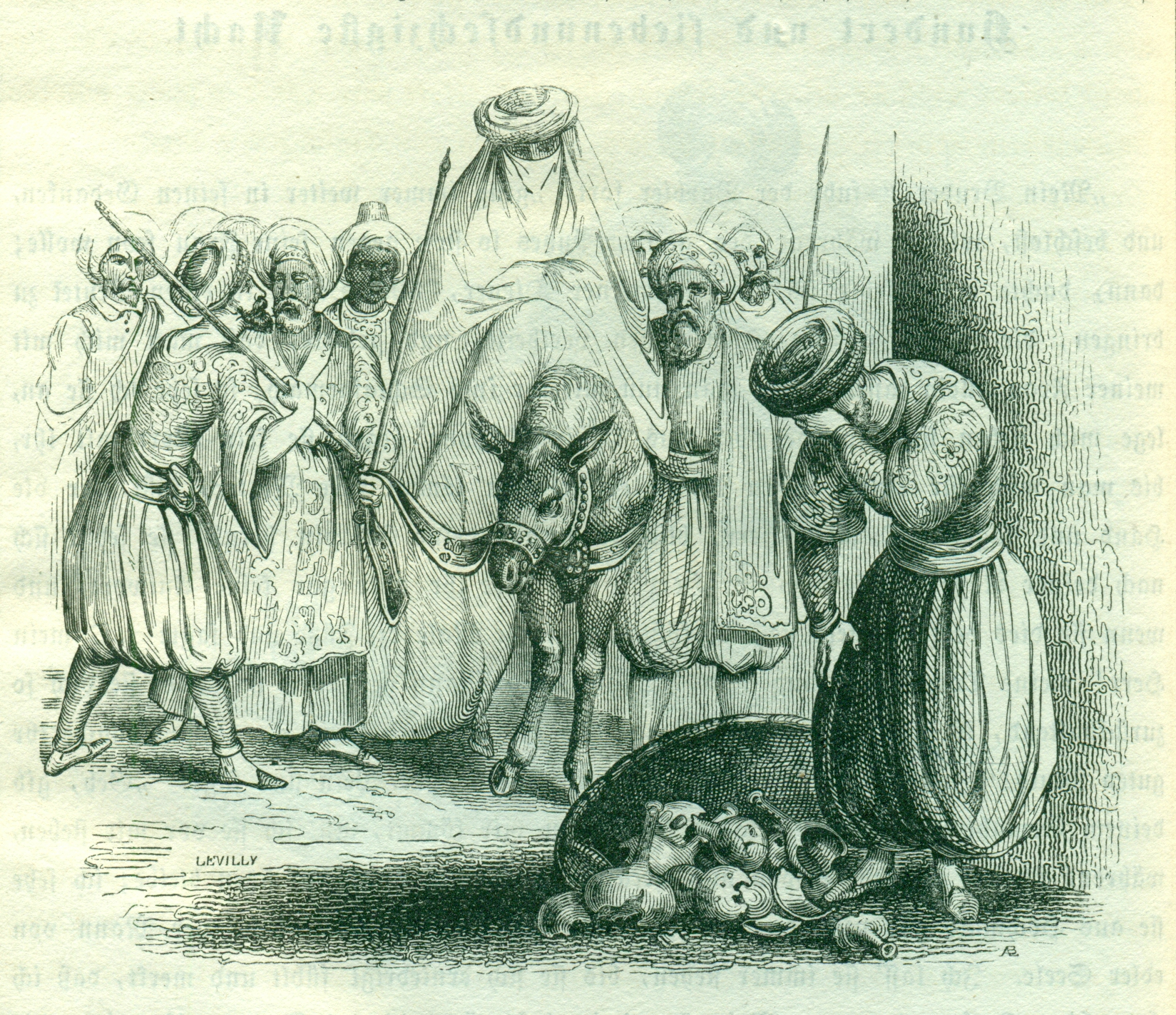
Holzschnitt von Friedrich Gross

Der fünfte Bruder, der mit den abgeschnittenen Ohren ist ein Schwank aus Tausendundeine Nacht. Er steht in Claudia Otts Übersetzung als Der fünfte Bruder, der mit den abgeschnittenen Ohren (Nacht 162–166), bei Max Henning und bei Gustav Weil als Geschichte des fünften Bruders des Barbiers.

## Inhalt
Der Friseur erzählt von seinem fünften Bruder, der für sein Erbteil Glas kauft, um damit zu handeln. Dabei träumt er so, was er als reicher Mann tun will, dass er es zerbricht. Er weint und kriegt Geld geschenkt. Eine Alte lockt ihn zu einer Frau, wo man ihn niederschlägt und mit Salz bestreut in den Keller wirft. Er überlebt, geht wieder hin und rächt sich mit dem Schwert. Die Frau zeigt ihm Schätze, schafft aber noch das meiste vor ihm weg. Den Rest nimmt der Wali. Er wird verbannt und noch ausgeraubt.

## Einordnung
Wālī ist ein leitender Verwaltungsbeamter. Es erzählt der Friseur aus Die Geschichte des Schneiders: Der hinkende junge Mann aus Bagdad und der Friseur und Die Geschichte des Friseurs. Es folgt Der sechste Bruder, der mit den abgeschnittenen Lippen.
Das Schwankmotiv, wie der Held seinen Gewinn hochrechnet und dabei zerbricht, gibt es auch in Grimms Die hagere Liese und Der faule Heinz, zu dem die Brüder Grimm auch orientalische Quellen, Panchatantra und Bidpai nennen, und der Fabel von La Fontaine La Laitière et le Pot au lait.